# Papierklei

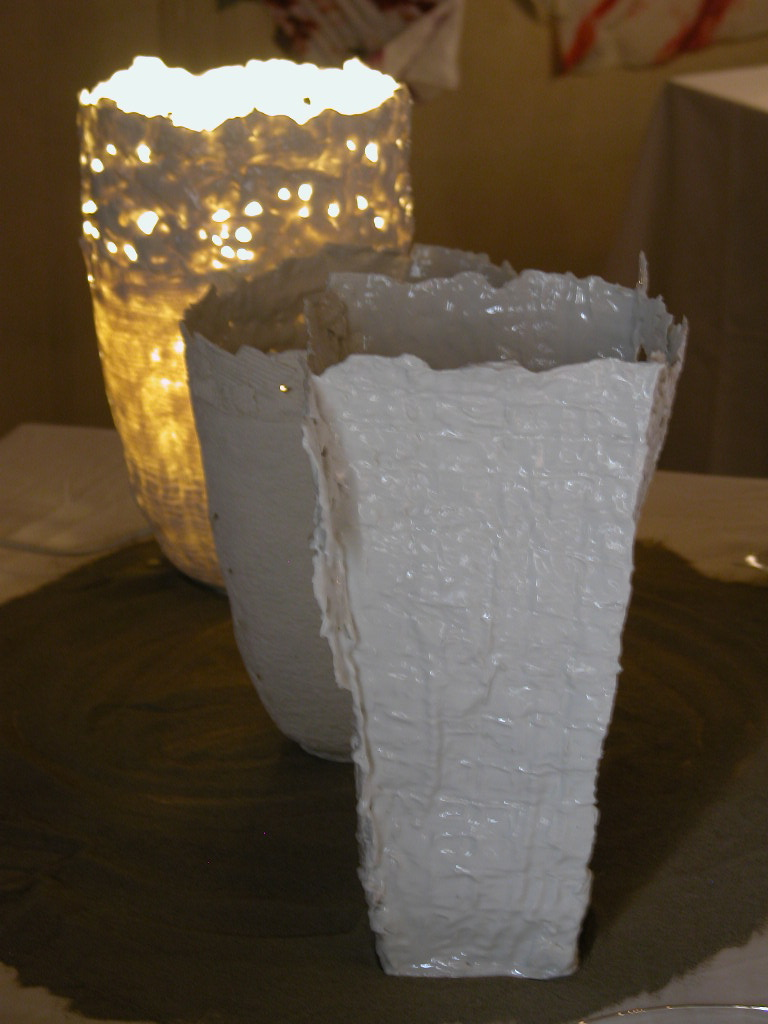
Vazen en een lamp van papierklei

Papierklei is een speciale soort klei. Papierklei wordt gemaakt door gewone klei te mengen met papiervezels. Daardoor heeft de klei in ongebakken vorm een aantal specifieke eigenschappen die door keramisten als voordelen worden beschouwd:
1. de klei is veel sterker;
2. er kunnen heel dunne 'vellen' van klei gemaakt worden;
3. droge stukken klei kunnen aan elkaar vastgemaakt worden;
4. er is veel minder krimp;
5. werken kunnen veel dikker gemaakt worden, zonder dat de klei barst bij het bakken;
6. de klei is ook goed geschikt voor Raku.

Na het bakken heeft papierklei dezelfde eigenschappen als gewone gebakken klei. Het papier brandt immers op bij een temperatuur van 200 graden Celsius. De opgebrande papiervezels zorgen echter wel voor kleine, onzichtbare kanaaltjes in de keramiek.